# Боршоднадашд
Боршоднадашд (мађ. Borsodnádasd) је историјски град у северној Мађарској, у жупанији Боршод-Абауј-Земплен (Borsod-Abaúj-Zemplén). Удаљен је 80 километара од Мишколца, главног града регије и 10 km (6 mi) од града Озда.

## Историја
Оснивање насеља може се датирати у период после татарске инвазије. Не постоји сертификат или други документ о његовом оснивању. Први документовани помен је из 1327. године под именом Надашд. Име је добила по трсци у околини. Следећа повеља потиче из 1347. године. Место је имало жупу већ 1332. године. У средњем веку био је у власништву, између осталих, породице Надашди. Турци су село више пута палили а она је била вазална територија, а становништво се знатно смањило. Поново је почео да се насељава од 1700-их.
ИПостајањем индустријског насеља је почело отварањем рудника угља, након чега је почела са радом фабрика лима. Између Боршоднадашда и Банревеа изграђена је једна од две прве мађарске ускотрачне железничке пруге на парни погон, индустријска пруга Банреве–Ожд–Надашд ширине 1.000 милиметара, која је предата 3. марта до 18. марта. новембра 1872). Захваљујући индустријализацији, у 19. веку је почела и урбанизација. Од 1903. године насеље се звало Боршоднадашд.
Село је такође било погођено последицама кризе тешке индустрије која је после промене режима погодила Боршодски крај. Фабрика плоча, основана 1864. године, затворена је 1991. године. Од тада је неколико мањих компанија остало као послодавци. Насеље је добило назив града од 2001. године.

## Демографија
Године 2001. 93% становништва у насељу су били Мађари, а 7% су били Роми.
Током пописа из 2011. године, 85,3% становника се изјаснило као Мађари, 10,7% као Роми, а 0,4% као Немци (14,6% се није изјаснило, због двојног држављанства, укупан број може бити већи од 100%). 
Верска дистрибуција је била следећа: римокатолици 51,5%, реформисани 2,7%, гркокатолици 0,3%, лутерани 0,8%, неконфесионални 15,3% (27,5% се није изјаснило).